# Canon EOS R100
- -
Le Canon EOS R100 est un appareil photo hybride (à objectifs interchangeables) au format APS-C produit par Canon. L'appareil photo a été annoncé par Canon le 24 mai 2023 et devrait être disponible mi-juin 2023,.
Il est destiné aux débutants et compte tenu de son prix attractif, il vise à remplacer le reflex d'entrée de gamme EOS 2000D. Il peut filmer en 4K à 25 im./s, mais au prix d'un recadrage de l'image d'un facteur 1,55.

## Réception
Il est généralement bien reçu, les reviewers signalant qu'il s'agit du modèle le plus petit et le plus léger de la gamme EOS R, mais que pour réduire les coûts des concessions ont été effectuées (écran fixe non tactile, carte mémoire au standard UHS-I, recadrage de l'image en 4K, etc.),.